# Vincenzo Gagini
Vincenzo Gagini (Palermo, gennaio 1527 – Palermo, 15 marzo 1595) è stato uno scultore italiano.

## Biografia
Apparttenente alla terza generazione della corrente lombardo-ticinese dei Gagini o Gaggini, figlio del famoso Antonello Gagini.
È sepolto nella cappella dedicata a Santa Caterina d'Alessandria Vergine e Martire arricchita dalle opere attribuite al padre Antonello Gagini della chiesa di Santa Oliva de' Minimi di San Francesco di Paola di Palermo.
Opere autografe e documentate sono presenti a Palermo, Burgio, Villafranca Sicula, Randazzo. Barcellona Pozzo di Gotto, Milazzo, Mistretta, Roccella Valdemone, Marsala, Mazara del Vallo e Trapani.
Della Tribuna di Antonello Gagini porta a compimento la colossale figura in stucco del Padre Eterno fra schiere d'angeli, causa la morte prematura del fratello Fazio promotore del progetto.

## Opere

### Agrigento e provincia
- 1566, "Madonna delle Grazie", statua marmorea con rappresentazione alla base di scene della Passione di Gesù attribuibili allo stesso autore Cristo dinanzi a Pilato, la Flagellazione, la Crocifissione, opera custodita nella chiesa Madre di Sant'Antonio Abate di Burgio.[2]

- 1566 (?), "Bassorilievi", attribuzione rilievi marmorei dell'altare della Madonna delle Grazie con rappresentazione di scene della Passione di Gesù: Cena Eucaristica, Lavanda dei piedi, Orazione all'orto, Ecce Homo, Condanna del Nazareno, opere custodite nella chiesa madre di Sant'Antonio Abate di Burgio.[3]
- 1594, "Acquasantiera", manufatto marmoreo, opera documentata in Villafranca Sicula.[4]

### Catania e provincia
- 1535 (?), Madonna delle Grazie, statua marmorea, opera proveniente dalla chiesa di Santa Maria di Gesù dell'Ordine dei frati minori osservanti e custodita nella chiesa di San Martino di Randazzo.
- XVI secolo, Madonna della Misericordia o Vergine col Bambino, statua marmorea, attribuzione, opera proveniente dalla diruta chiesa di Santa Maria della Misericordia e custodita nella chiesa di San Martino di Randazzo.
- 1535 (?), Madonna delle Grazie, statua marmorea, attribuzione, opera custodita nella basilica di Santa Maria Assunta di Randazzo.

### Messina e provincia

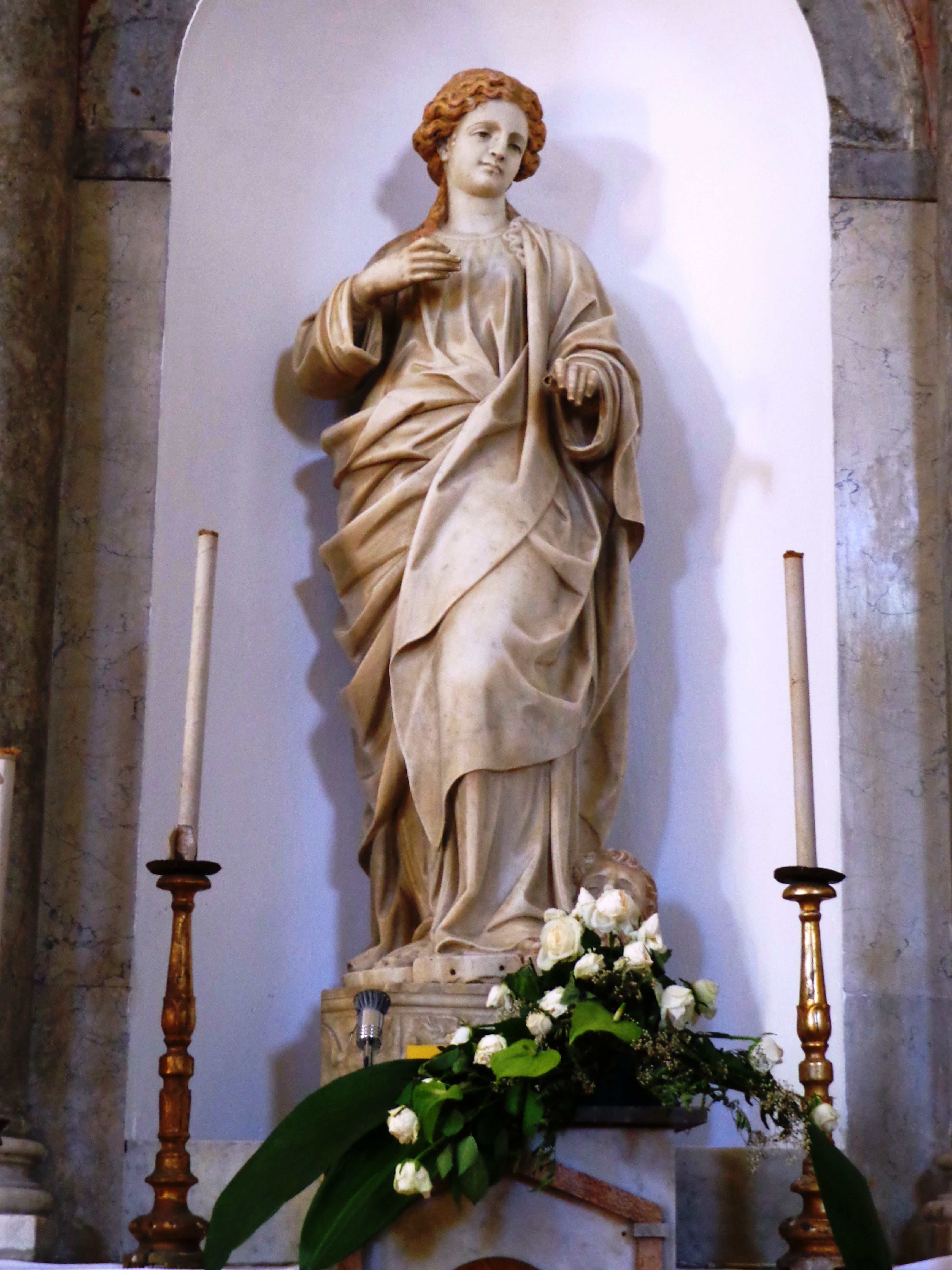
Statua di Santa Caterina d'Alessandria Chiesa di San Rocco Nasari, Barcellona Pozzo di Gotto.

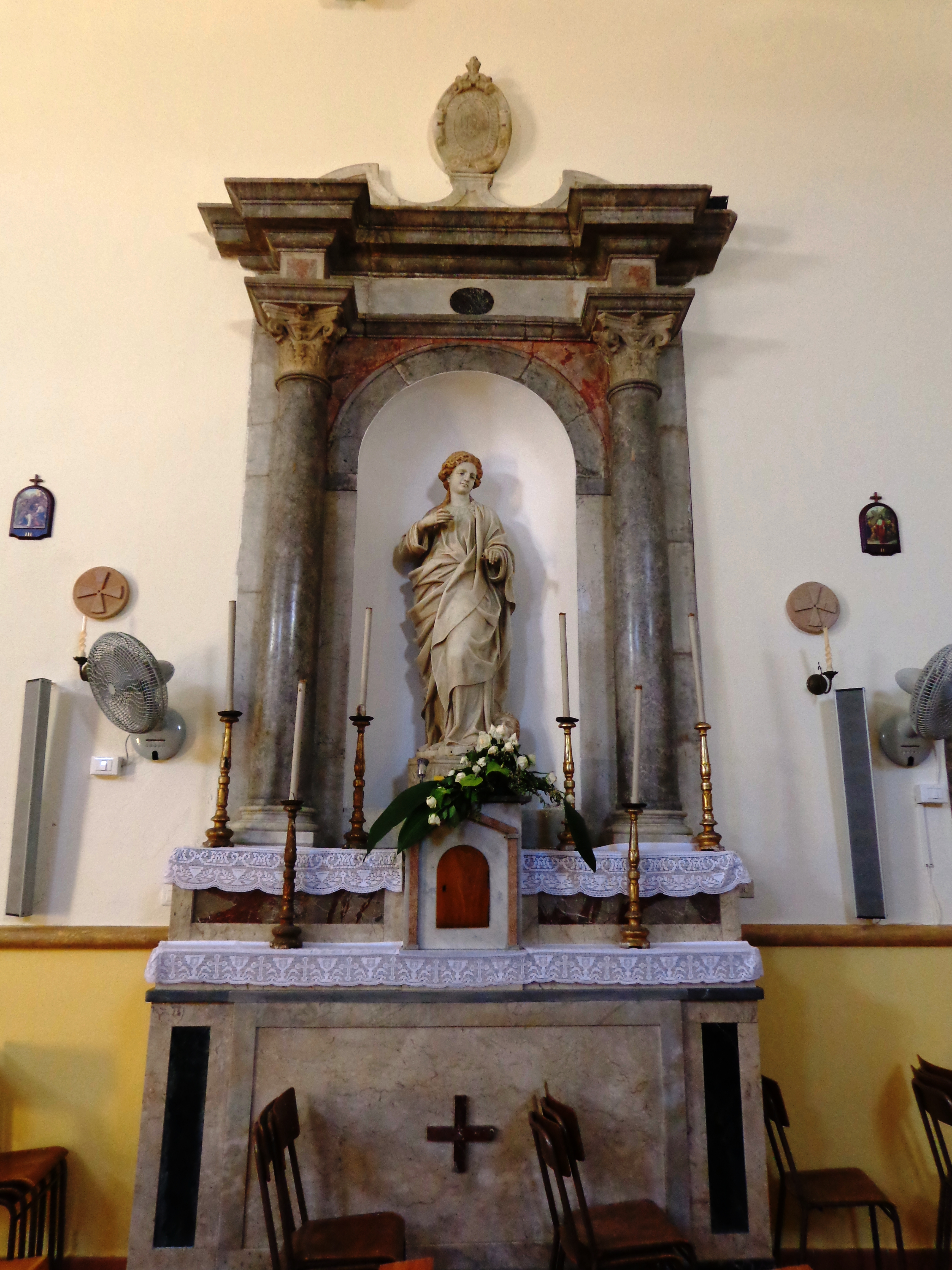
Altare di Santa Caterina d'Alessandria Chiesa di San Rocco Nasari, Barcellona Pozzo di Gotto.

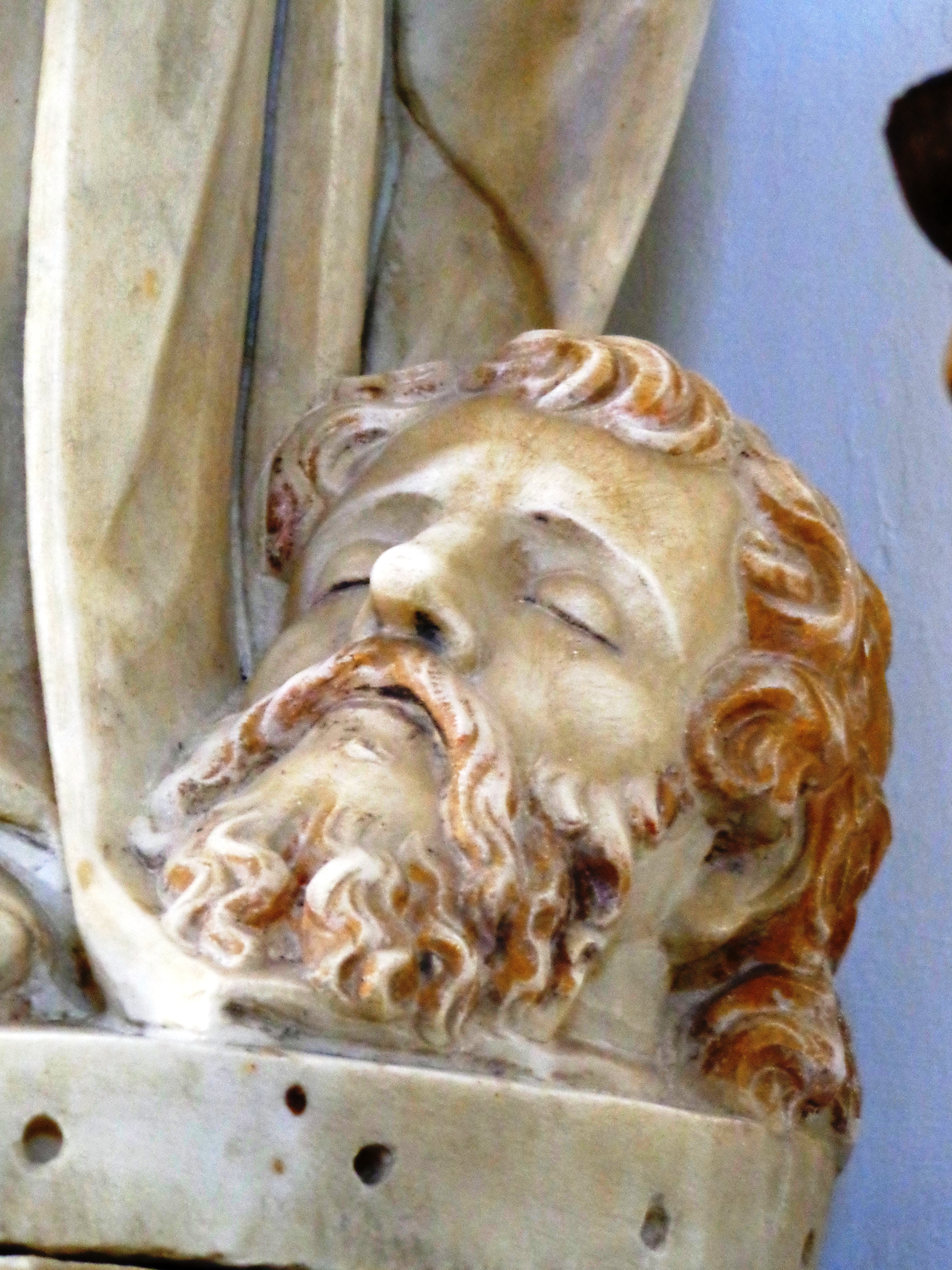
Dettaglio della statua di Santa Caterina d'Alessandria Chiesa di San Rocco Nasari, Barcellona Pozzo di Gotto.

- 1560 c., Santa Caterina d'Alessandria, statua marmorea, attribuzione certa, opera custodita nella chiesa di San Rocco di Nasari di Barcellona Pozzo di Gotto.
- 1554, Ancóna, manufatto marmoreo con la statua di Santa Lucia raffigurata fra San Pietro e San Paolo nelle nicchie laterali. Nel timpano il bassorilievo intermedio raffigurante il Padre Eterno, nei medaglioni laterali la Madonna Annunciata e l'Angelo Annunciante, nella predella le figure a mezzo busto degli Apostoli. Il Cristo risorto posto in cima alla primitiva cappella, nel rinnovo degli ambienti, fu rimodulato in un manufatto a sé stante. Nel contratto di pagamento è menzionato il fratello Antonino. Opere presenti nell'absidiola e in un altare laterale della cattedrale di Santa Lucia di Mistretta.[5]
- 1564, Ancóna, manufatto marmoreo per la preesistente statua di Santa Caterina d'Alessandria opera di Giorgio da Milano. La nuova Cappella di Santa Caterina prevede le raffigurazioni del martirio in otto formelle, le figure di Sant'Antonio di Padova e San Marco Evangelista, il Padre Eterno benedicente con angeli in cima, i medaglioni con Madonna Annunziata e Angelo Annunziante, lo stemma con leone rampante. Opere custodite nella chiesa di Santa Caterina di Mistretta[6]
- 1550 - 1552, Santa Caterina d'Alessandria, statua marmorea, opera custodita nella chiesa di Santa Caterina d'Alessandria di Milazzo. Una recente scoperta archivistica ne ha attribuito la paternità allo scultore Giuseppe Bottone eseguita intorno al 1560.
- 1549, Assunta con Angeli, statua marmorea, opera custodita nel duomo dei Santi Apostoli Filippo e Giacomo di Naso.
- 1526 - 1542, Custodia Sacramentale, manufatto marmoreo con raffigurazioni della Natività di Gesù su altorilievo fra le statue di San Nicola di Bari, San Giovanni Battista e gli Apostoli di Antonello Gagini sullo scanello ultimato con la collaborazione postuma del figlio Giacomo e l'aiuto di Vincenzo, opera custodita nel duomo di San Nicolò di Bari di Roccella Valdemone.[7]
- 1585, Annunziata, statua marmorea commissione di Giacomo Machì, recante sullo scanello le scene dell'Annunciazione, della Natività di Gesù e dell'Adorazione dei Magi, opera custodita nel duomo di Maria Santissima Annunziata di Frazzanò.[8]

### Palermo e provincia

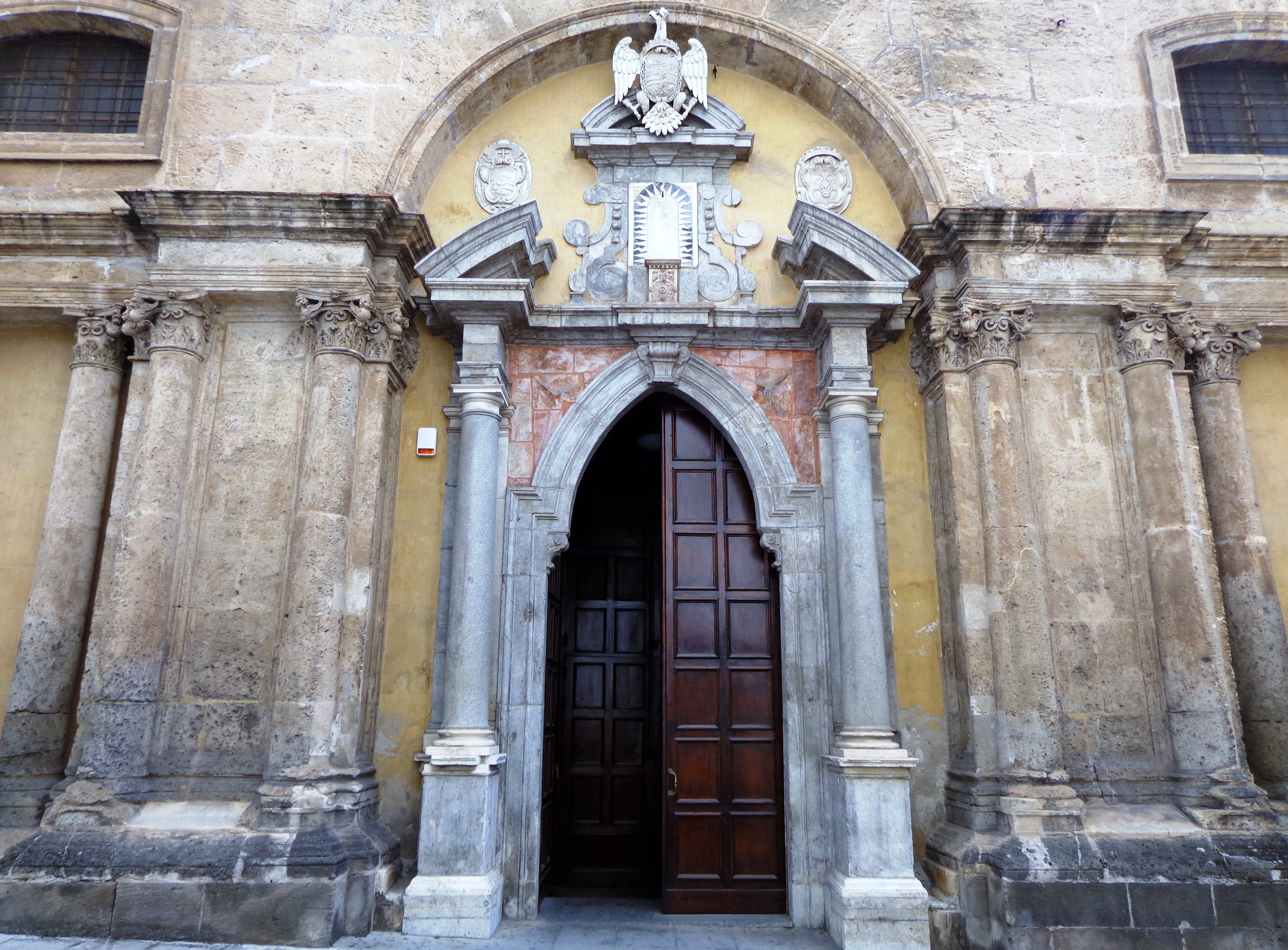
Portale settentrionale della Cattedrale Metropolitana della Santa Vergine Maria Assunta di Palermo.

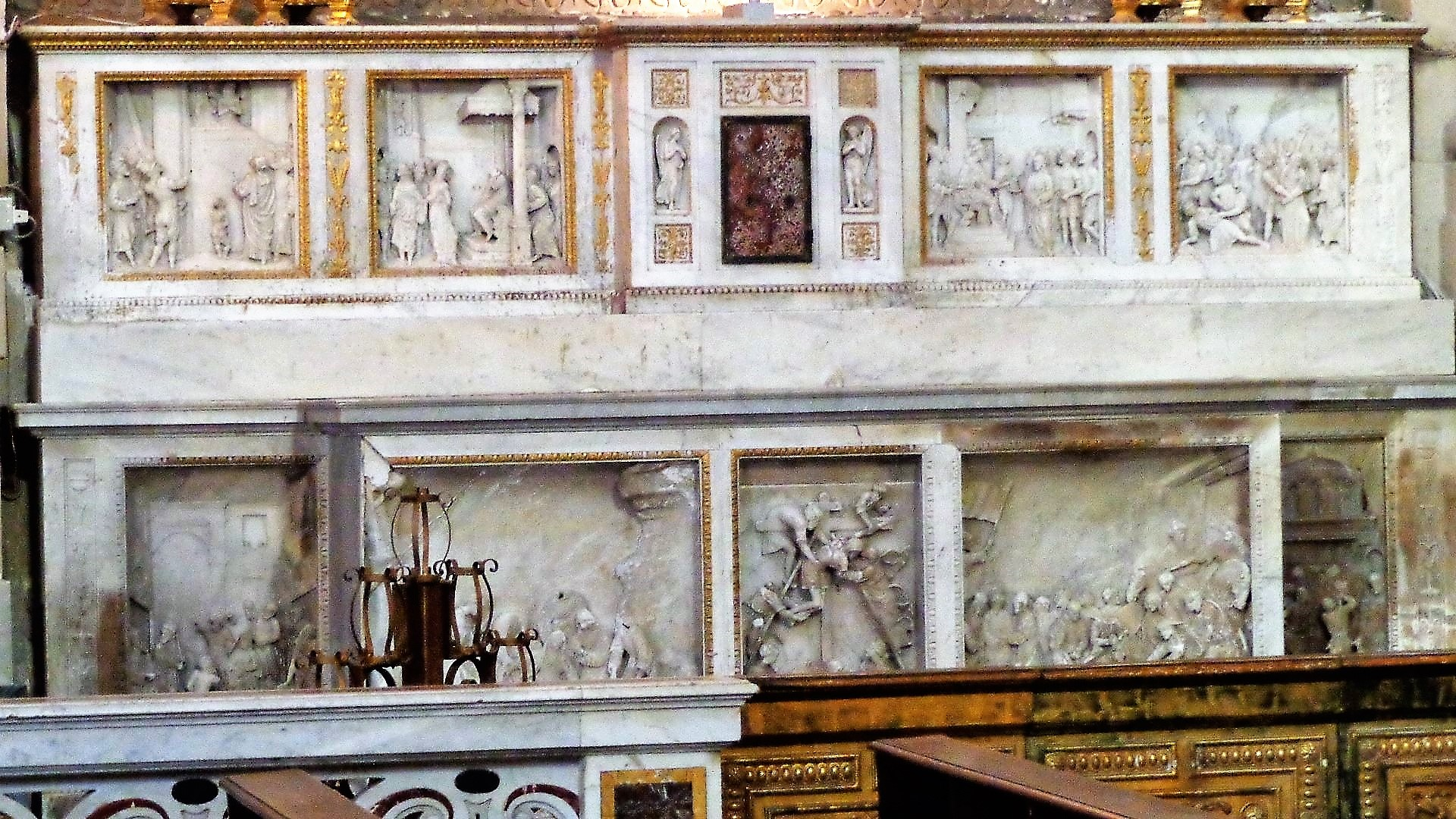
Cappella del Santissimo Crocifisso della Cattedrale Metropolitana della Santa Vergine Maria Assunta di Palermo.

- Cattedrale metropolitana della Santa Vergine Maria Assunta:
  - 1490 - 1501, "Arco di Santa Cristina", manufatto marmoreo, commissione eseguita con la collaborazione di Gabriele di Battista, Domenico, Antonello e Fazio Gagini. Le formelle in bassorilievo dell'arco della Cappella di Santa Cristina con storie della patrona superstiti (Santa Cristina trasforma in polvere l'icona di Apollo), commissionato nel 1477 (all'epoca Santa Cristina era patrona e protettrice della città di Palermo), disassemblate per l'intervento di Ferdinando Fuga sono custodite nel Museo diocesano.[9][10]
  - 1510 - 1574, "Tribuna di Antonello Gagini", monumentale aggregato marmoreo realizzato con la collaborazione di Antonino Gagini e Giacomo Gagini che la portano a compimento. Vincenzo realizza il "Padre Eterno, Gloria e i sette Angeli" del fratello Fazio Gagini. I pezzi, alcuni distrutti irrimediabilmente, disassemblati sono dislocati nel tempio e nel   Museo diocesano.
  - 1544, "Cappella di San Michele Arcangelo", manufatto marmoreo, opera incompleta di Fazio Gagini.[11]
  - 1557 - 1565, "Cappella del Santissimo Crocifisso", manufatti marmorei ispirati alla Piccola Passione di Albrecht Dürer, aggregato costituito da arco e 16 riquadri raffiguranti il ciclo della Passione di Gesù (Lavanda dei piedi, Orazione di Gesù nell'Orto degli Ulivi, l'Ultima Cena, Gesù davanti a Erode Antipa,[12] Andata al Calvario,[13] Deposizione[14]), due Patriarchi, undici Profeti, il tutto dominato dalla figura di Dio Padre. Aggregato realizzato in collaborazione col fratello Fazio, per la primitiva Cappella del Santissimo Crocifisso del duomo palermitano. L'arco fu disassemblato, nove formelle sono presenti nell'attuale Cappella del Crocifisso, le prime tre elencate sono incastonate nella Cappella dell'Assunta.[15][16]
  - 1551, "Santa Cecilia", statua marmorea, manufatto realizzato sopperendo ad una consegna commissionata al nipote Scipione Casella o Scipione da Carona, opera documentata.[17]
  - 1563 - 1567, "Portico dell'Incoronazione", manufatto architettonico di via Incoronazione in collaborazione col fratello Fazio Gagini. Opera successivamente rimaneggiata.[18]
  - 1568, "Portali", manufatti marmorei, opere presenti nella Cappella del Tesoro.[16][19]
  - 1574, "Orologio", manufatto in stucco distrutto irrimediabilmente in epoca successiva, opera documentata nel campanile meridionale.[20]
  - 1575, "Balaustra", manufatto marmoreo, ricostruzione di recinzione della facciata orientale.[11]
  - 1565 - 1567 - ?, "Padre Eterno" e "Gerarchie di Angeli", realizzazione di manufatto in stucco affidato inizialmente al fratello Fazio Gagini defunto nel 1567, opera documentata e poi distrutta della Tribuna di Antonello Gagini.[21]
  - 1584, "Arco", manufatto marmoreo, con raffigurazioni del Sacro Volto di Cristo e Stemmi dell'arcivescovo Marullo, opera documentata nella Cappella del Santissimo Crocifisso.[22]
- 1540 c., "San Basilio", statua marmorea, in collaborazione col fratello Fazio Gagini. Opera custodita nel Museo diocesano.
- Chiesa di Santa Maria della Catena:
  - 1540 c., "Statue" in collaborazione con il fratello minore Giacomo.
  - XVI secolo, "Facciata" e decorazioni.
  - XVI secolo, "Natività" e "Adorazione dei Magi", bassorilievi, capitelli delle colonne, portali d'ingresso e le statue di Santa Margherita, Santa Ninfa, Santa Barbara, Santa Oliva, manufatti realizzati in collaborazione con il padre Antonello Gagini.
- 1556 - 1565, "Colonne", manufatti marmorei, commissione per il viceré di Sicilia Juan de la Cerda, 4º duca di Medinaceli, opere realizzate in collaborazione dei fratelli Giacomo Gagini e Fazio.[23]
- 1560, "Chiostro", manufatto architettonico, attribuzione dell'opera presente nella chiesa di Sant'Agostino.

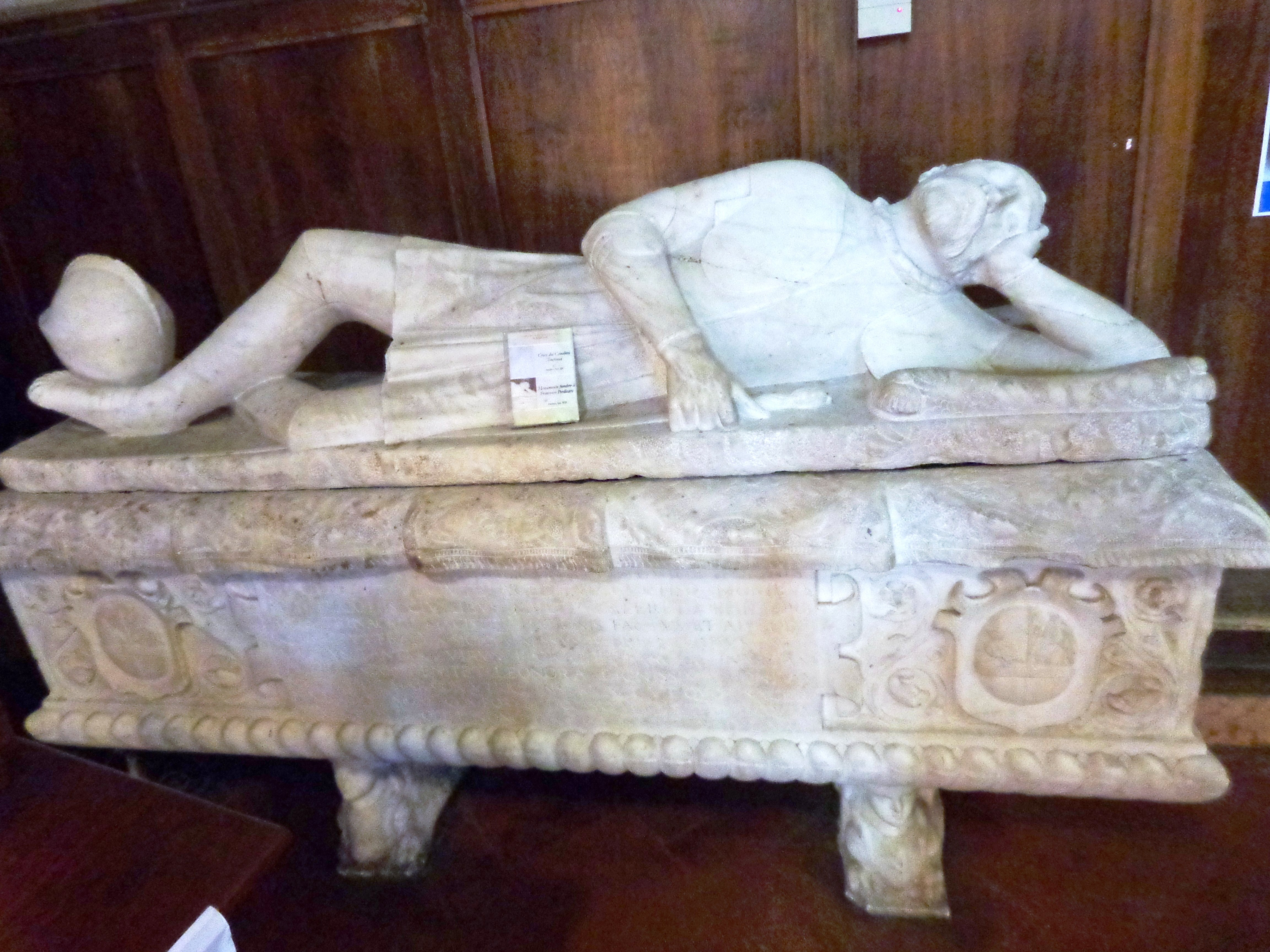
Sarcofago di Francesco Perdicaro

- Basilica della Santissima Trinità del Cancelliere detta «La Magione»:
  - 1567, "Sarcofago", manufatto marmoreo, monumento funebre per Francesco Perdicaro, Maestro del Regno, recante la data del 9 dicembre 1567. Opera presente nella prima campata sinistra.
  - XVI secolo, "Pietà", gruppo in mistura di stucco e basamento marmoreo.[24] All'opera è ispirata la Pietà di Archimede Campini realizzata nella prima metà del XX secolo e collocata all'ingresso, al posto della primitiva scultura di Vincenzo Gagini distrutta dai bombardamenti della seconda guerra mondiale. Del manufatto distrutto sono conservati dei frammenti.
- Chiesa di San Francesco di Paola:
  - 1585 c., "San Francesco di Paola", busto in terracotta, opera custodita nella Cappella omonima della primitiva chiesa di Sant'Oliva.[25][26]
  - 1585, "Arco", manufatto marmoreo per la Cappella di San Francesco di Paola, opera documentata.[25]
  - XVI secolo, "San Francesco di Paola", statua marmorea.
- 1580, "Fontana", manufatto marmoreo documentato in piazza della Bocceria, poi trasferita e distrutta nel 1780 a Porta Felice.[27]
- 1585 - 1586, "Lapide" e "Fascia", manufatti marmorei con iscrizioni, opere presenti nel seminario dei chierici.[28]
- Palazzo arcivescovile:
  - 1587, "Busto", manufatto marmoreo raffigurante l'arcivescovo Cesare Marullo, opera presente nel salone d'ingresso.[29]
  - 1587, "Balcone", manufatto architettonico, i cinque ritratti scolpiti sulle facce inferiori delle mensole che reggono il piano di calpestio raffigurano i componenti più rappresentativi della famiglia Gagini ovvero le maestranze della Fabbrica della cattedrale, opera presente nel prospetto del Cassaro o via Vittorio Emanuele.[30]
- 1591, "Acquasantiera", manufatto marmoreo, opera documentata nella chiesa di Sant'Agata alla Guilla.[4]
- XVI secolo, "San Francesco di Paola", terracotta, proveniente dalla chiesa dei Sette Angeli e attualmente custodita nel Museo archeologico regionale Antonio Salinas.[31][32]

### Trapani e provincia
- XVI secolo, San Vittorio, statua marmorea, opera custodita nella chiesa di San Francesco di Marsala.[4]
- XVI secolo, Santa Veneranda, statua marmorea, opera custodita nella chiesa del monastero di Santa Veneranda di Mazara del Vallo.[4]
- 1550 - 1552, Santa Caterina d'Alessandria, statua marmorea, opera custodita nella chiesa di Sant'Antonio Abate di Trapani.[33]
- 1553, Trittico, gruppo scultoreo raffigurante San Giacomo Minore, San Filippo e San Vito, opera commissionata per l'Oratorio della Confraternita di San Giacomo, opere oggi custodite nel Museo regionale Agostino Pepoli di Trapani.[34][33][35]

### Siracusa e provincia
- XVI secolo, "San Francesco di Paola", terracotta, proveniente dalla ex chiesa di san Francesco di Paola e attualmente custodita nella chiesa di san Filippo Apostolo.

## Balcone del Palazzo Arcivescovile di Palermo
Pochissimi sono i ritratti dei componenti del ramo siciliano dei Gagini. Vincenzo Gagini nella realizzazione del Balcone del 1587 presente nel prospetto del Cassero o via Vittorio Emanuele del Palazzo Arcivescovile di Palermo, riproduce cinque ritratti scolpiti sulle facce inferiori delle mensole che reggono il piano di calpestio, raffigurando i componenti più rappresentativi della propria Famiglia. Tutti i rappresentanti maschi dei Gagini costituiscono a vario titolo le maestranze della Fabbrica della Cattedrale di Palermo. Così Vincenzo consegna ai posteri e alla storia dell'arte le fisionomie dei propri cari, presumibilmente da sinistra verso destra, da occidente verso oriente e in ordine d'età il volto del padre Antonello, contraddistinto dalla folta capigliatura e la barba fluente molto somigliante all'incisione esistente, quello del fratellastro Antonino, dei fratelli Giacomo e Fazio, per concludere, il proprio autoritratto. Un fermo immagine a tre dimensioni eseguito in età matura e per cronologia delle fisionomie, collocabile intorno all'anno 1535, raffigurando il padre Antonello nella piena maturità e ormai prossimo al termine della carriera, se stesso giovanissimo allievo di bottega e in mezzo naturalmente i fratelli nel pieno vigore fisico e artistico. Le raffigurazioni omaggiano il padre scomparso da mezzo secolo e il fratello Fazio mancato venti anni prima.

## Galleria d'immagini

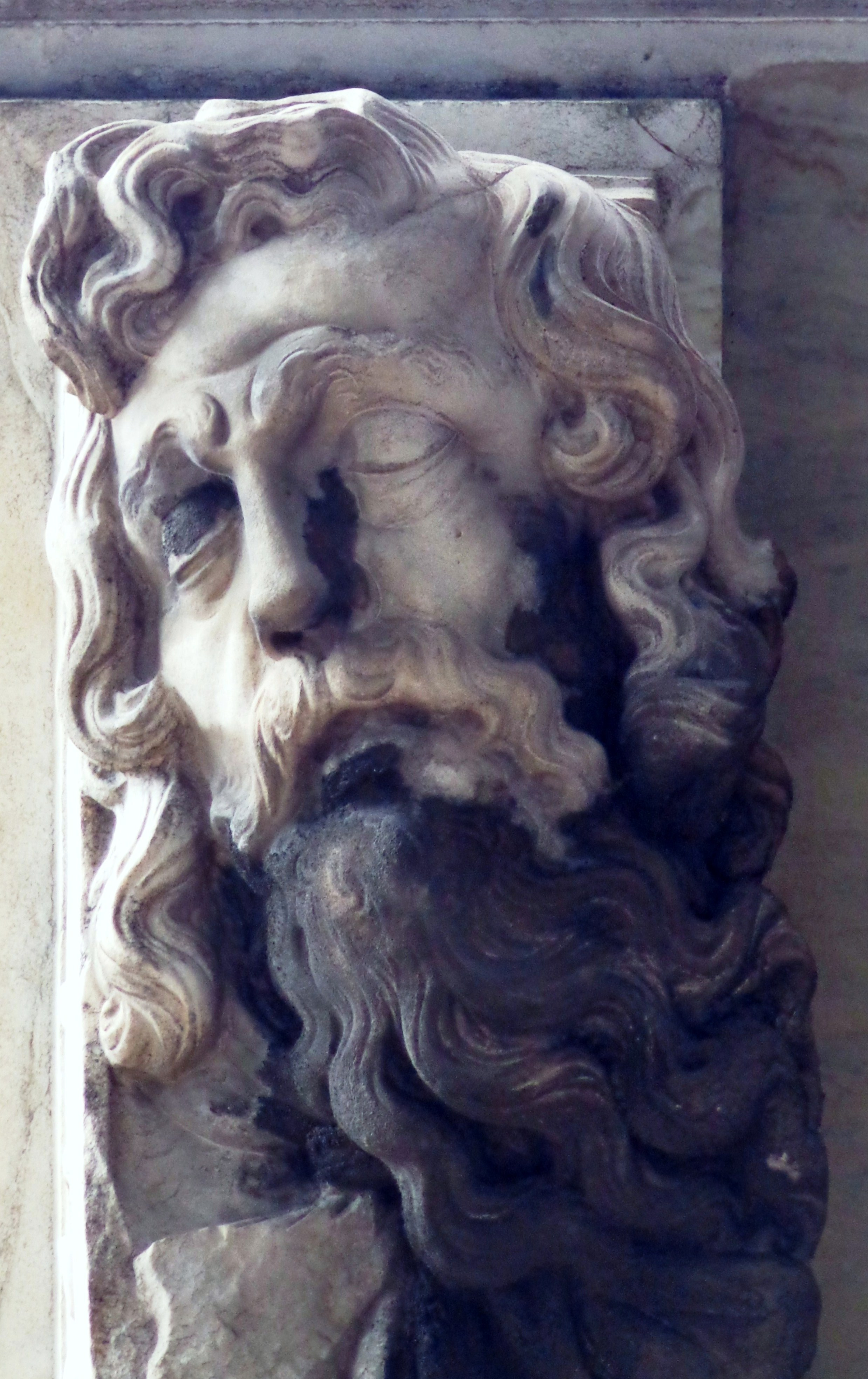
Antonello Gagini, ritratto scultura. Balcone sul Cassero, Palazzo Arcivescovile di Palermo.
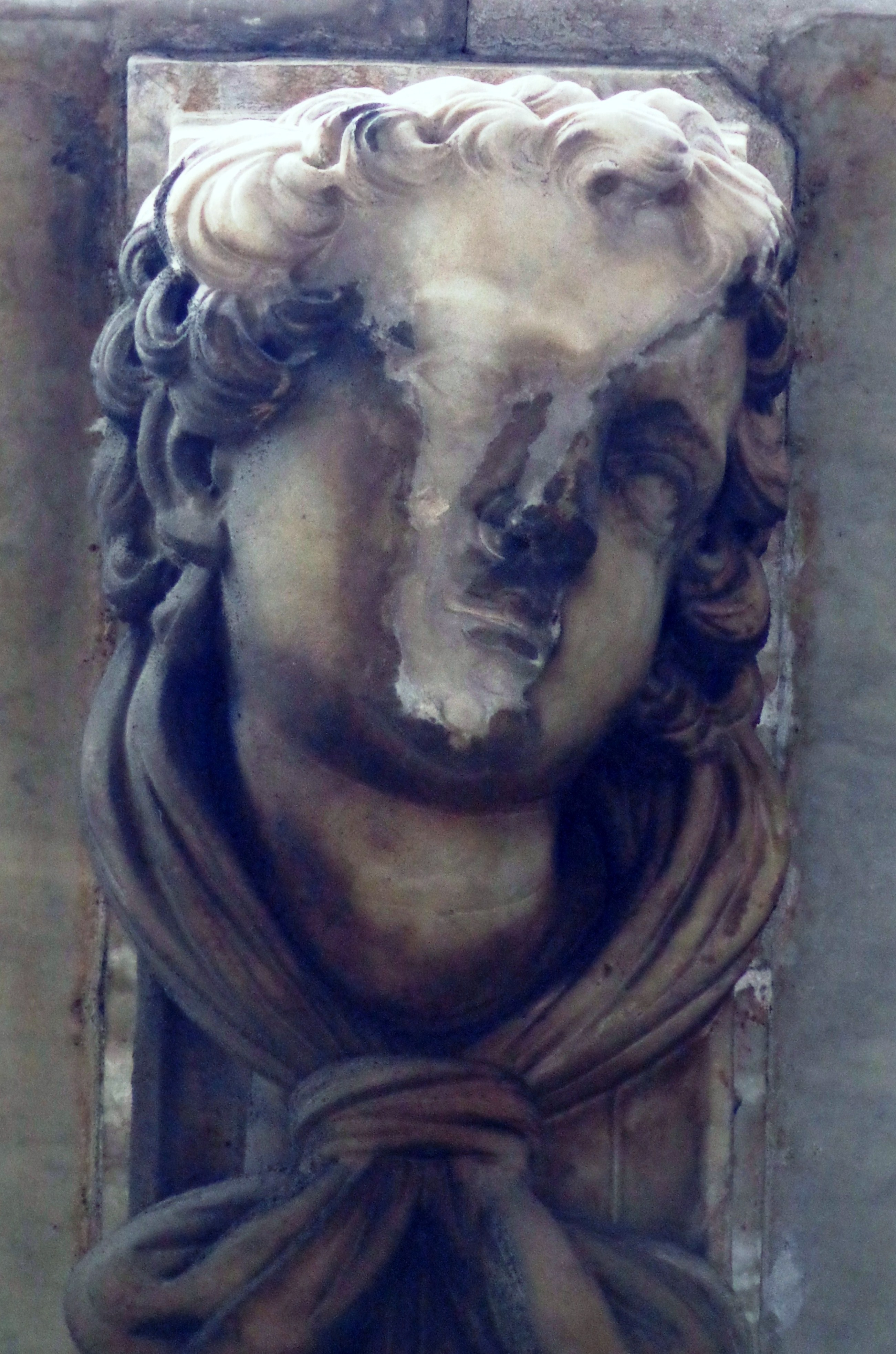
Antonino Gagini, ritratto scultura. Balcone sul Cassero, Palazzo Arcivescovile di Palermo.
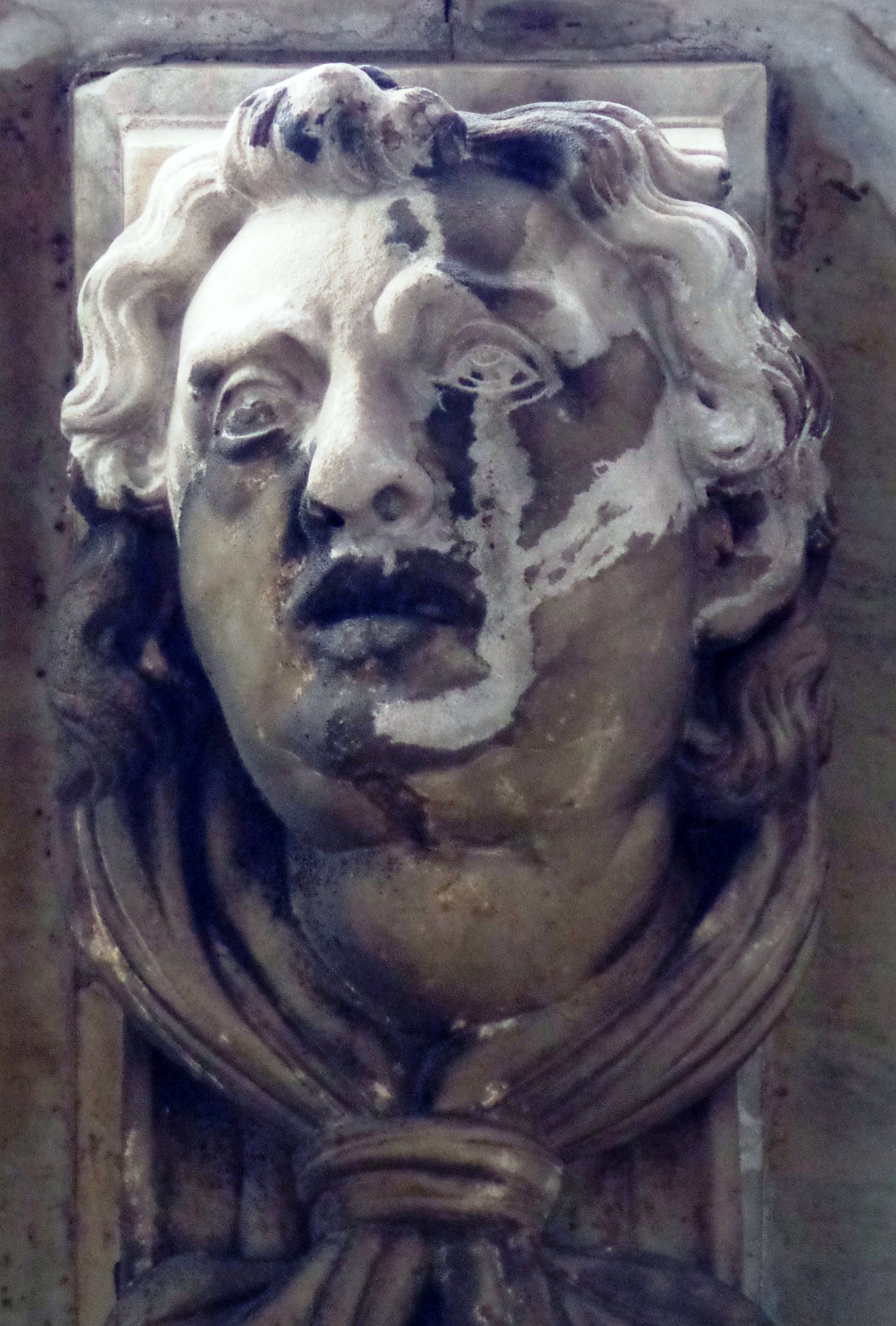
Giacomo Gagini, ritratto scultura. Balcone sul Cassero, Palazzo Arcivescovile di Palermo.
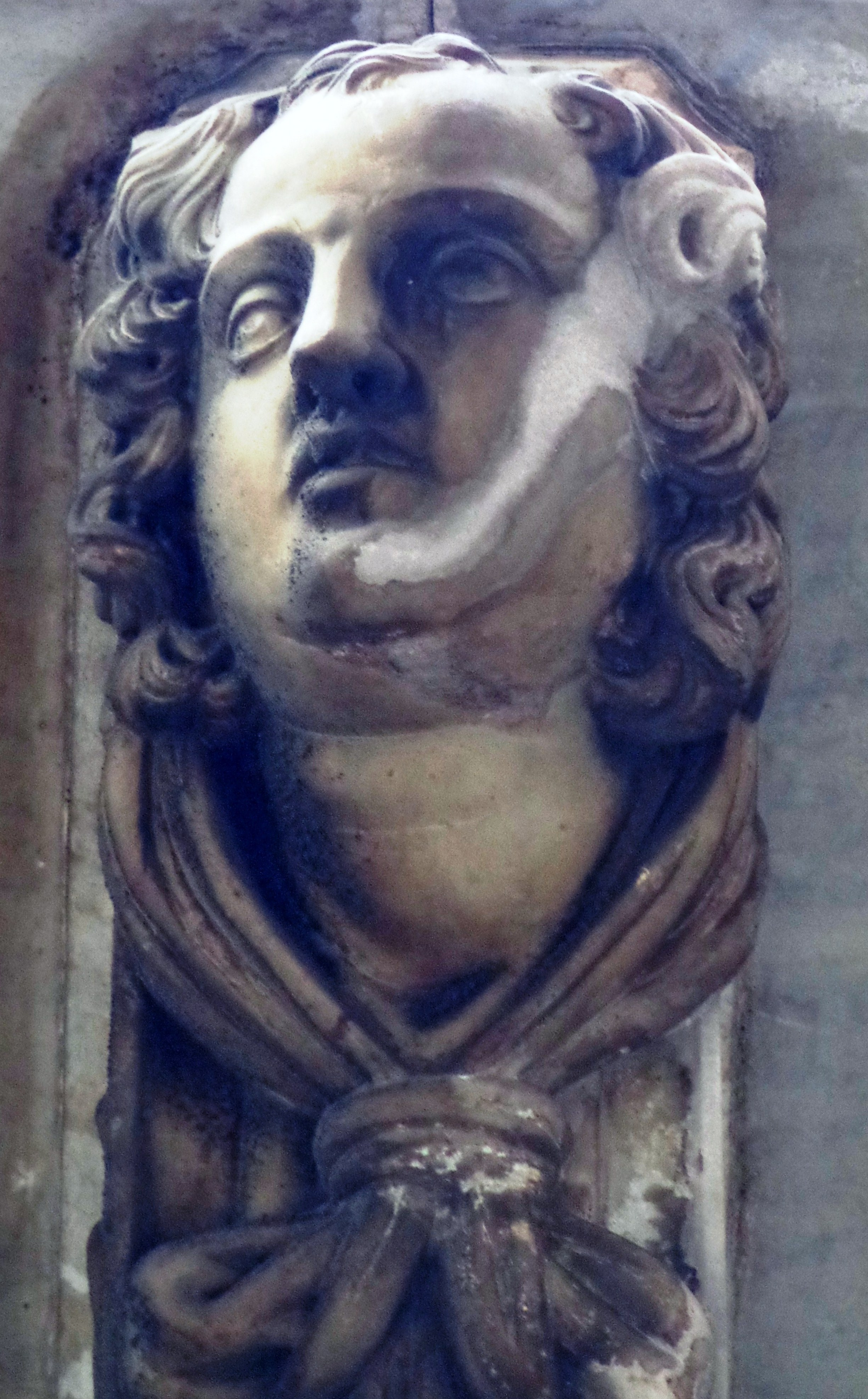
Bonifacio Gagini, ritratto scultura. Balcone sul Cassero, Palazzo Arcivescovile di Palermo.
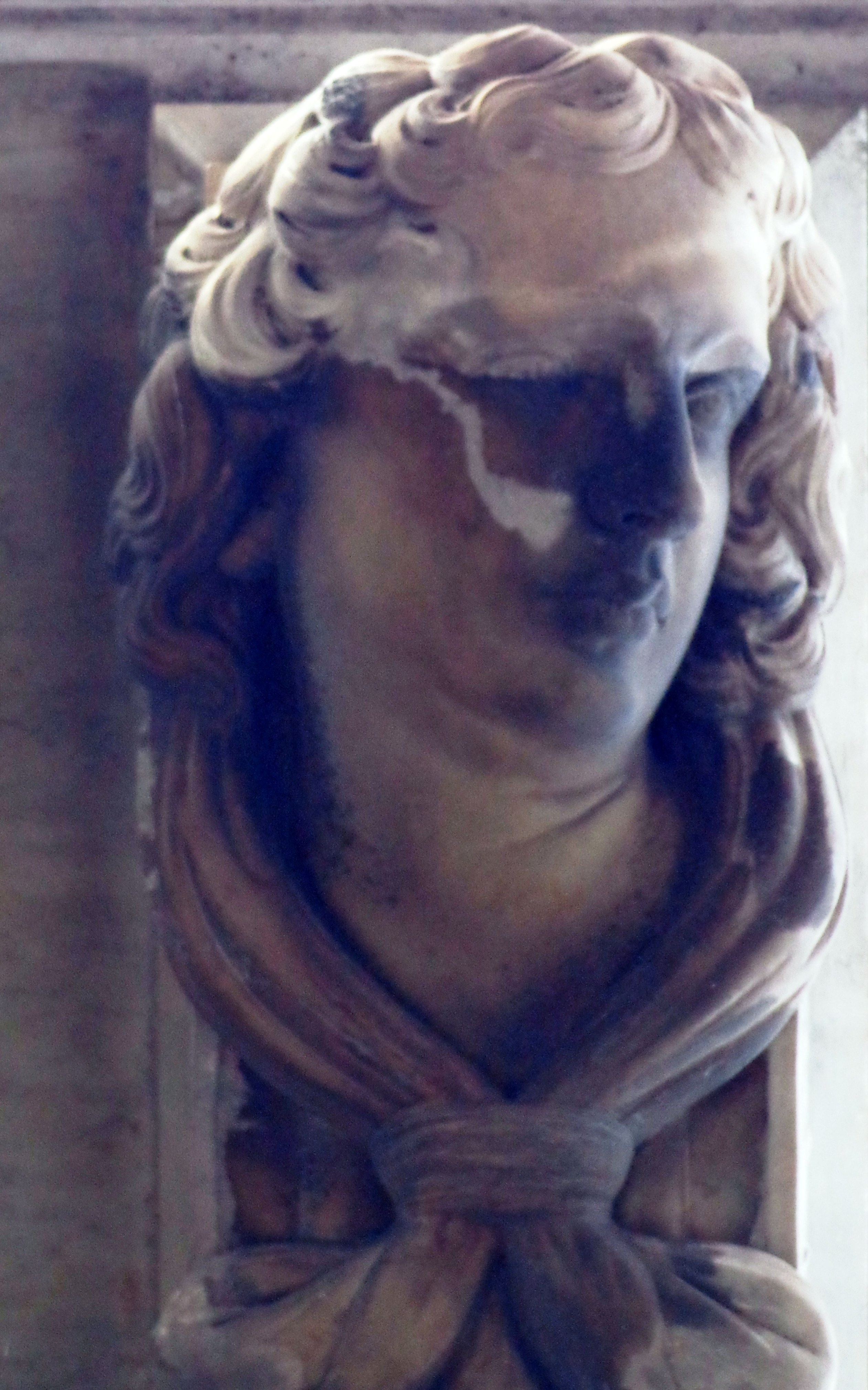
Vincenzo Gagini, ritratto scultura. Balcone sul Cassero, Palazzo Arcivescovile di Palermo.
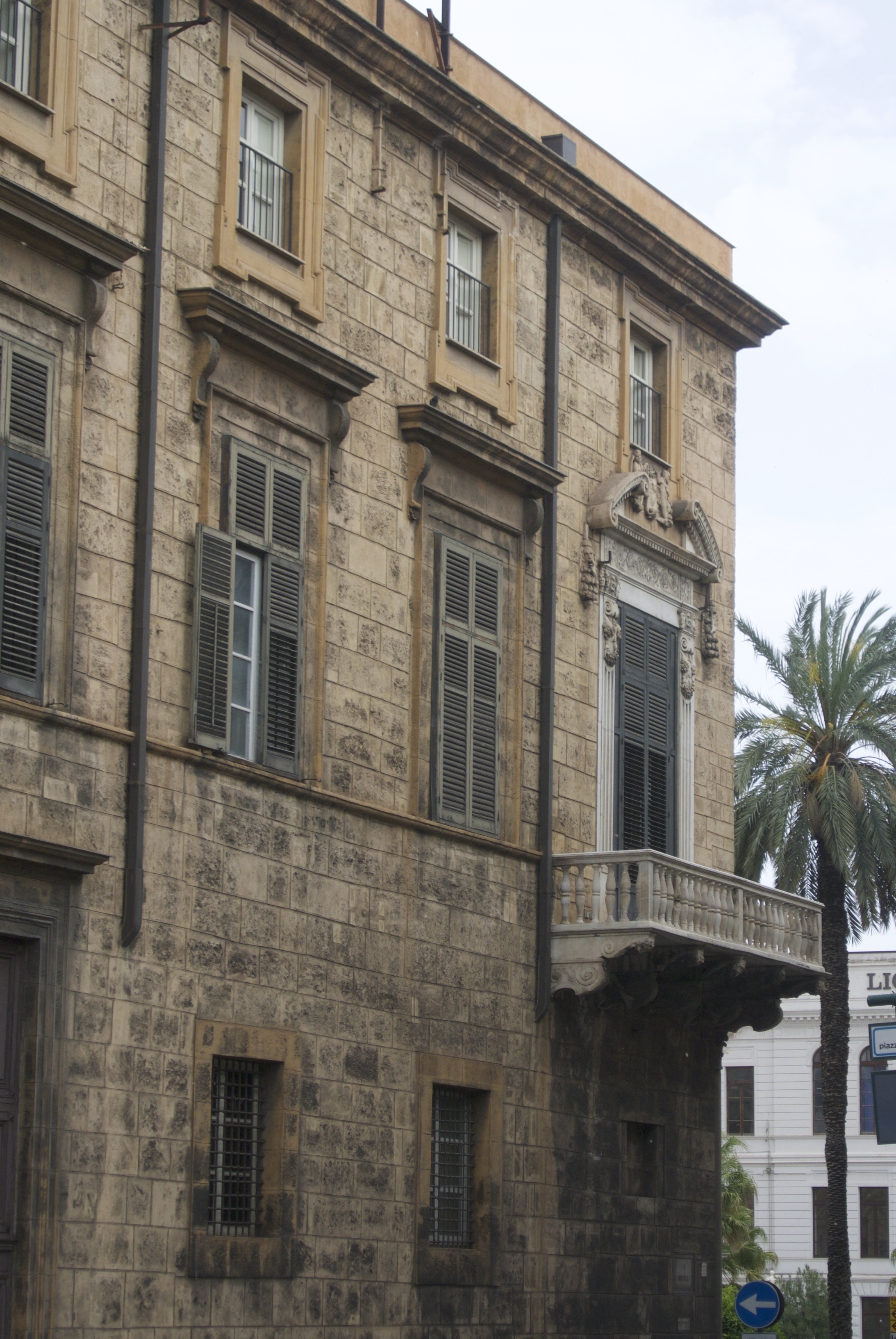
Vincenzo Gagini. Balcone sul Cassero, Palazzo Arcivescovile di Palermo.